# Koen de Kort
Koen de Kort (Gouda, 8 settembre 1982) è un ex ciclista su strada olandese, professionista dal 2005 al 2021.

## Carriera
Il 24 giugno 2021, in seguito a un incidente stradale occorsogli mentre si trovava sui Pirenei, ha subito l'amputazione di tre dita della mano destra; il 2 agosto seguente ha quindi annunciato il ritiro dall'attività agonistica, entrando nello staff tecnico della Trek-Segafredo.

## Palmarès

### Strada
- 2004 (Rabobank GS3, tre vittorie)

Paris-Roubaix Espoirs
1ª tappa Ronde van Vlaams-Brabant
Classifica generale Ronde van Vlaams-Brabant
Grand Prix Eddy Merckx (con Thomas Dekker)
- 2005 (Liberty Seguros-Würth Team, una vittoria)

4ª tappa Tour de l'Avenir

## Piazzamenti

### Grandi Giri
- Giro d'Italia

2006: 124º
2013: 78º
2021: 134º
- Tour de France

2009: 111º
2012: 103º
2013: 138º
2014: 92º
2015: 73º
2017: 70º
2018: 78º
2019: 125º
- Vuelta a España

2011: 68º
2012: 85º
2014: ritirato (18ª tappa)
2015: 64º
2016: 96º
2017: 77º
2020: 82º

### Classiche monumento
- Milano-Sanremo

2012: 19º
2013: ritirato
2014: 80º
2015: 69º
2016: 44º
2017: 72º
2018: 43º
2019: 110º
2020: 98º
- Giro delle Fiandre

2006: 63º
2007: 44º
2010: 36º
2011: 100º
2013: 95º
2014: 54º
2015: 42º
2016: ritirato
2017: 75º
2018: 42º
2019: 101º
- Parigi-Roubaix

2005: 24º
2006: 77º
2007: 51º
2009: ritirato
2010: ritirato
2011: 66º
2013: ritirato
2014: 83º
2015: 31º
2016: 23º
2017: 29º
2018: 31º
2019: 49º
- Liegi-Bastogne-Liegi

2005: ritirato
2009: ritirato
- Giro di Lombardia

2006: ritirato
2017: ritirato
2020: ritirato

### Competizioni mondiali
- Campionati del mondo

Verona 1999 - In linea Juniors: 27º
Plouay 2000 - In linea Juniors: 15º
Plouay 2000 - Cronometro Juniors: 24º
Verona 2004 - In linea Under-23: 21º
Melbourne 2010 - In linea Elite: 62º
Limburgo 2012 - In linea Elite: 16º
Doha 2016 - In linea Elite: 44º
Bergen 2017 - Cronosquadre: 12º
Bergen 2017 - In linea Elite: 119º

### Competizioni europee
- Campionati europei

Plumelec 2016 - In linea Elite: 35º
Herning 2017 - In linea Elite: 29º
Glasgow 2018 - In linea Elite: 29º